# Святое семейство с агнцем
«Святое семейство с агнцем», также «Святое семейство Фальконьери» — картина итальянского художника эпохи Возрождения Рафаэля, датированная 1507 годом. На ней изображены Дева Мария, Святой Иосиф и маленький Христос, сидящий верхом на ягнёнке.

## Описание
Дева Мария помогает младенцу Христу сесть верхом на агнца. Опираясь на посох, святой Иосиф за этим наблюдает. Сцена происходит в идиллическом пейзаже с церковью, башней замка и несколькими зданиями на дальнем плане.
Во время пребывания в Флоренции в 1505—1508 годах, Рафаэль глубоко изучал творчество Леонардо да Винчи, что находило отражение в его собственных работах. Ягнёнок, символ жертвы Христа, присутствовал в работах Леонардо, таких как «Святая Анна с Мадонной и младенцем Христом», выполненной для базилики Сантиссима-Аннунциата во Флоренции.

## История
В конце XVII века картина вошла в британскую Королевскую коллекцию, когда Карлос IV (1748—1819) выкупил её из коллекции Фальконьери (итал. Falconieri) в Риме. Потом она находилась в монастыре Эскориал, а в 1837 году перешла в коллекцию Музея Прадо в Мадриде.
Подготовительный рисунок Рафаэля этой картины сейчас находится в музее Ашмола в Оксфорде.